# Perigona
Perigona — род жесткокрылых насекомых из семейства жужелиц.

## Описание
Жуки длиной от 2 до 2,5 мм. Бороздки надкрылий рудиментарные, за исключением восьмой, которая сверху расширена.

## Систематика
В составе рода:
- Perigona astrolabica Csiki, 1924
- Perigona plagiata Putzeys, 1875
- Perigona pygmaea Andrewes, 1930
- Perigona rufilabris (Macleay, 1871)
- Perigona tricolor (Castelnau, 1867)